# Colletes wahrmani
Colletes wahrmani är en biart som beskrevs av Noskiewicz 1959. Colletes wahrmani ingår i släktet sidenbin, och familjen korttungebin. Inga underarter finns listade i Catalogue of Life.